# Фортріу
57°29′00″ пн. ш. 4°13′00″ зх. д. / 57.48333333° пн. ш. 4.21666667° зх. д.
Фортріу або Королівство Фортріу — історична назва Королівства Піктів зафіксована між IV та X століттями. Розташоване на території Шотландії. В VI столітті на 30 років було захоплено англами Нортумбрії й звільнено королем Бруде III лише у 685 році. У 843, разом з усіма землями країни піктів, увійшло до складу королівства скотів та піктів — Альба.

## Назва
Люди Фортріу не залишили письмових згадок про свою самоназву. Вперше згадуються у кінці IV століття римським істориком Амміаном Марцеліном під латинською назвою Verturiones (або Vecturiones). Британський професор Джон Ріс пов'язує латинський корінь слова «verturio» з пізньовалійським «gwerthyr», що означає «фортеця» й імовірно походить від загально бритського «vertera», тобто їх назва означає «Люди Фортеці».